# Lisskulla Jobs
Lisskulla Jobs (25 de junio de 1906 - 15 de agosto de 1996) fue una actriz teatral y cinematográfica de nacionalidad sueca.

## Biografía
Su verdadero nombre era Karin Helfrid Jobs, y nació en Leksand, Provincia de Dalarna (Suecia). Era hija de Anders Jobs y hermana de Gocken Jobs y Lisbet Jobs.
Jobs estudió en la escuela del Teatro Dramaten entre 1924 y 1927, actuando posteriormente en el mismo. Después trabajó en varios teatros, siendo contratada por el Göteborgs stadsteater, donde llevó a cabo unos 52 papeles diferentes. Se trasladó a Estocolmo en 1971, y después a Leksand.
Su debut en el cine llegó en 1925 con el film de Olof Molander Damen med kameliorna, participando en un total de unas 25 producciones cinematográficas. 
Lisskulla Jobs falleció en 1996 en Leksand, Suecia. Fue enterrada en el Cementerio de Örgryte, en Gotemburgo. En 1931 se había casado con el actor Björn Berglund (1904–1968).

## Teatro
- 1926 : Jokern, de H. Marsh Harwood, escenografía de Olof Molander, Dramaten
- 1926 : Enrique IV, de Luigi Pirandello, escenografía de Gustaf Linden, Dramaten
- 1927 : Markisinnan, de Noel Coward, escenografía de Karl Hedberg, Dramaten
- 1929 : S.k. kärlek, de Edwin J. Burke, escenografía de Harry Roeck-Hansen, Djurgårdsteatern[4]
- 1935 : Vi måste gifta bort mamma, de Neil Grant, escenografía de Alice Eklund, Komediteatern[5]
- 1935 : Tonvikt på ungdomen, de Samson Raphaelson, escenografía de Ernst Eklund, Komediteatern[6]
- 1935 : Nöddebo prästgård, de Elith Reumert, escenografía de Gösta Terserus, Komediteatern[7]
- 1936 : La dama duende, de Pedro Calderón de la Barca, escenografía de Olof Molander, Dramaten
- 1937 : Eva gör sin barnplikt, de Kjeld Abell, escenografía de Rune Carlsten, Dramaten
- 1937 : Vår ära och vår makt, de Nordahl Grieg, escenografía de Alf Sjöberg, Dramaten
- 1937 : Höfeber, de Noël Coward, escenografía de Alf Sjöberg, Dramaten
- 1938 : Kvinnorna, de Clare Boothe Luce, escenografía de Rune Carlsten, Dramaten
- 1938 : En sån dag!, de Dodie Smith, escenografía de Rune Carlsten, Dramaten
- 1941 : Egelykke, de Kaj Munk, escenografía de Ernst Eklund, Oscarsteatern[8]
- 1944 : Mans kvinna, de Vilhelm Moberg, escenografía de Per Lindberg y Gösta Folke, Vasateatern[9]
- 1944 : Det evigt manliga, de Philip Barry, escenografía de Harry Roeck-Hansen, Blancheteatern[10]
- 1947 : Han träffas inte här, de Gustaf Hellström, escenografía de Ernst Eklund, Blancheteatern[11]
- 1948 : Fettpärlan, de Gösta Sjöberg, escenografía de Harry Roeck-Hansen, Blancheteatern[12]

## Teatro radiofónico
- 1941 : John Blundqvist, de Berndt Carlberg, dirección de Carl-Otto Sandgren[13]

## Filmografía
- 1925 : Damen med kameliorna
- 1925 : Ingmarsarvet
- 1928 : Parisiskor
- 1929 : Hjärtats triumf
- 1933 : Djurgårdsnätter
- 1934 : Marodörer
- 1938 : Baldevins bröllop
- 1942 : Himlaspelet
- 1942 : Sol över Klara
- 1943 : Kungsgatan
- 1943 : Anna Lans
- 1945 : Brott och Straff
- 1945 : Moderskapets kval och lycka
- 1945 : Änkeman Jarl
- 1946 : Kvinnor i väntrum
- 1946 : Eviga länkar
- 1946 : Ebberöds bank
- 1947 : Den långa vägen
- 1949 : Singoalla
- 1950 : Två trappor över gården
- 1951 : Guld i gröna skogar
- 1957 : Vägen genom Skå
- 1962 : Måsarna
- 1962 : Sankt Antonius underverk
- 1968 : Den gyllene porten
- 1974 : Erik XIV
- 1982 : Oldsmobile
- 1983 : Farmor och vår Herre (TV)
- 1986 : Bödeln och skökan
- 1990 : Den svarta cirkeln (TV)